# Комишівка Перша
Комиші́вка Пе́рша — село Успенівської сільської громади, у Білгород-Дністровському районі Одеської області України. Населення становить 89 осіб.

## Історія
Село було раніше відоме як Чемчела. 14 листопада 1945 року село Чемчела Перша було перейменоване радянською владою на Комишівка Перша.
19 липня 2020 року, в результаті адміністративно-територіальної реформи і ліквідації Саратського району, село увійшло ло складу новоутвореного Білгород-Дністровського району.

## Населення
Згідно з переписом УРСР 1989 року чисельність наявного населення села становила 112 осіб, з яких 55 чоловіків та 57 жінок.
За переписом населення України 2001 року в селі мешкало 89 осіб.

### Мова
Розподіл населення за рідною мовою за даними перепису 2001 року:
| Мова       | Відсоток |
| ---------- | -------- |
| українська | 92,13 %  |
| російська  | 6,74 %   |
| болгарська | 1,12 %   |